# 阿蒙德 (紐約州村)
阿蒙德（英語：Almond）是位於美國紐約州亞利加尼縣及斯托本縣的村。

## 人口
根據2020年美國人口普查的數據，阿蒙德的面積為1.46平方千米，皆為陸地。當地共有人口415人，而人口密度為每平方千米284人。